# Liebeszauber

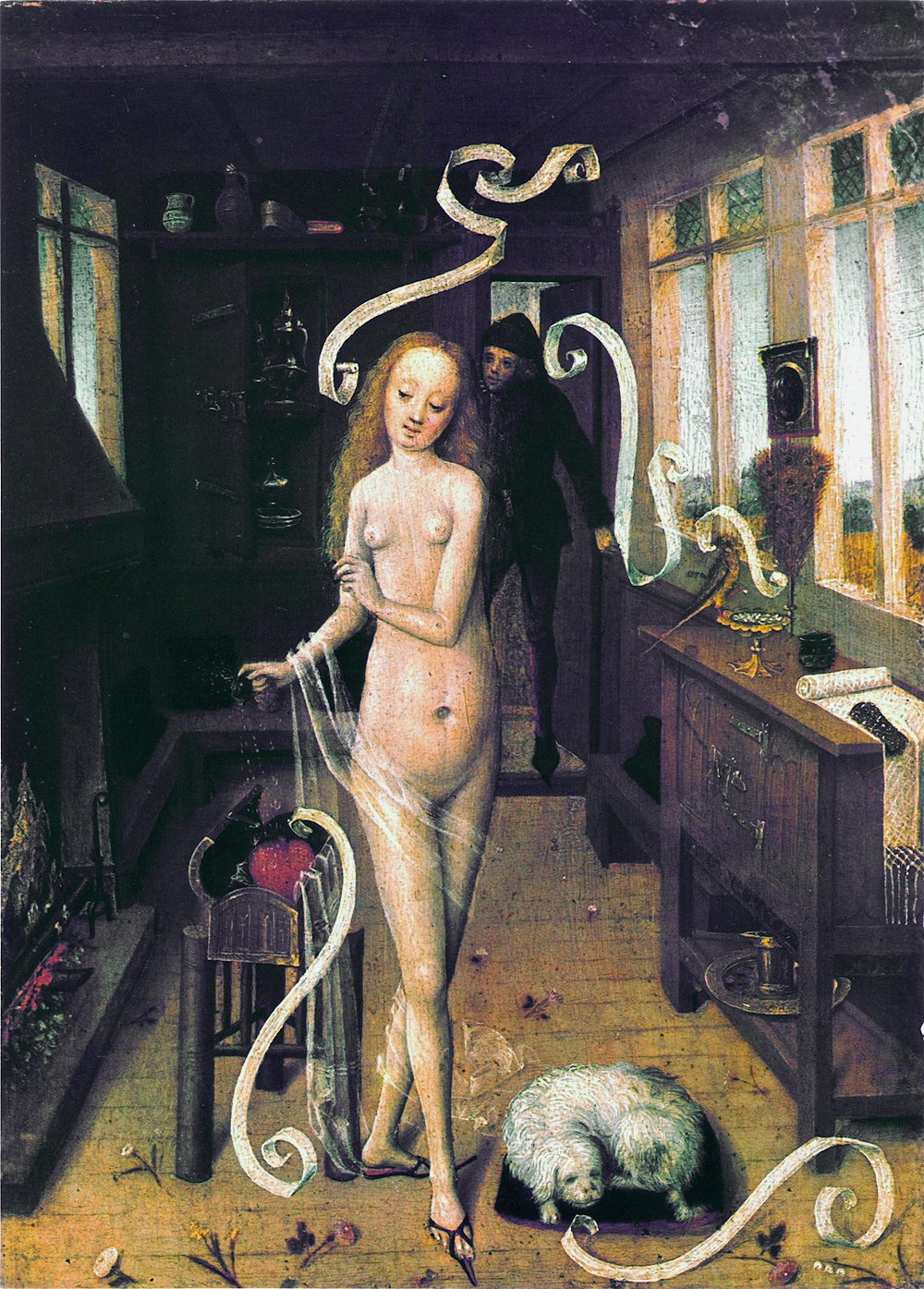
Liebeszauber, Gemälde des Meisters vom Niederrhein, 1470–1480

Liebeszauber ist ein in der westlichen Kunst und Literatur wiederkehrendes Motiv, das an archaische Vorstellungen und Praktiken anknüpft, die bis in die Neuzeit, vereinzelt noch bis in die Gegenwart lebendig blieben. Ziel ist es, beispielsweise durch bestimmte Rituale eine begehrte Person an sich zu binden.

## Praktiken
Der Liebeszauber beruht auf der Vorstellung, dass Menschen durch Verabreichung bestimmter, meist flüssiger Substanzen (Liebestrank, in der Antike Philtron) oder Anheften bestimmter Gegenstände (Amulette) veranlasst werden können, sich in einen anderen zu verlieben. Beim Liebeszauber geht es um die Erzeugung eines echten Affekts bei der begehrten Person, nicht um die Steigerung der eigenen oder fremden sexuellen Potenz oder Genussfähigkeit, wie sie mit der Verwendung eines Aphrodisiakums angestrebt wird.

## Liebeszauber in Literatur und Kunst
In Literatur und Kunst wird das Motiv des echten Liebeszaubers öfter aufgegriffen und zum Ausgangspunkt tragischer Fehlschläge und Verwicklungen gemacht. Die vielleicht älteste Erscheinungsform des Themas in der westlichen Welt ist die Geschichte von Herakles und Deianeira, in der sich das mit vergiftetem Blut getränkte Nessoshemd als todbringendes Geschenk erweist. Zu den bekanntesten Bearbeitungen des Themas gehören William Shakespeares Komödie Ein Sommernachtstraum sowie Richard Wagners Oper Tristan und Isolde, die ihrerseits auf das gleichnamige Epos Gottfrieds von Straßburg zurückgeht. Weitere Beispiele für die Verwendung des Liebeszauber-Motivs sind Donizettis Oper L’elisir d’amore, Manuel de Fallas Ballett El amor brujo (Der Liebeszauber) und Frank Wedekinds Schwank Der Liebestrank.